# Xuanhua-Becken
Das Xuanhua-Becken (宣化盆地,  Xuanhua pendu, englisch Xuanhua Basin) ist ein Becken in Nordwest-Hebei in der Volksrepublik China.
Es befindet sich zwischen der inneren und äußeren Chinesischen Mauer. Es bildet den Ostteil des Sanggan-Beckens (桑干盆地,  Sanggan pendi) und ist Teil einer seismisch aktiven Zone.